# برونو کارابتا
برونو کارابتا (فرانسوی: Bruno Carabetta‎؛ زادهٔ ۲۷ ژوئیه ۱۹۶۶) جودوکار اهل فرانسه بود.
وی در مسابقات کشوری و بین‌المللی در مجموع برندهٔ ۲ مدال برنز شده‌است.